# Петрово (Татарстан)
Петрово — деревня в Пестречинском районе Татарстана. Входит в состав Надеждинского сельского поселения.

## География
Находится в северо-западной части Татарстана на расстоянии приблизительно 16 км на север по прямой от районного центра села Пестрецы.

## История
Основано в XVIII веке, упоминалась также как Аркатовский выселок и Нижняя Ия.

## Население
Постоянных жителей было: в 1782 году- 27 душ мужского пола, в 1859—194, в 1897—353, в 1908—411, в 1920—412, в 1926—508, в 1949—301, в 1958—248, в 1970—131, в 1979 — 79, в 1989 — 18, в 2002—8 (русские 100 %), 14 в 2010.